# 介休龙泉观
介休龙泉观是一处古建筑，位于山西省晋中市介休市北关街道顺城路社区东大街295号（东城门内），年代为明至清。
龙泉观创建于隋义宁，历代多次重修，体现不同历史时期建筑特征的演变。过殿、正殿均为明代风格，一进院东、西配殿及二进院东、西配殿均为清代风格。
龙泉观自民国起长期由学校占用，直至2011年收归文物部门管理，随后对保存下来的明清建筑进行维修，又重建恢复了山门、影壁。
2021年8月4日，介休龙泉观公布为第六批山西省文物保护单位。